# 端姑米占再納阿比丁清真寺
2°55′9.5″N 101°40′51.3″E / 2.919306°N 101.680917°E
端姑米占再納阿比丁清真寺是一座位於馬來西亞行政首都布城的清真寺，位於第三區、司法宮對面，並服務於第二、三、四、十八區及市中心的穆斯林。
清真寺於2004年奠基、2009年完工，2010年6月10日由時任最高元首的端姑米占再納阿比丁主持啟用儀式。
清真寺建築用料有70%是強化鋼鐵，呈銀灰色，故又稱鐵清真寺，耗資2億800萬令吉興建。清真寺另一特色是沒有宣禮塔。可容納二萬人聚禮。